# أجمل القرى في كيبك

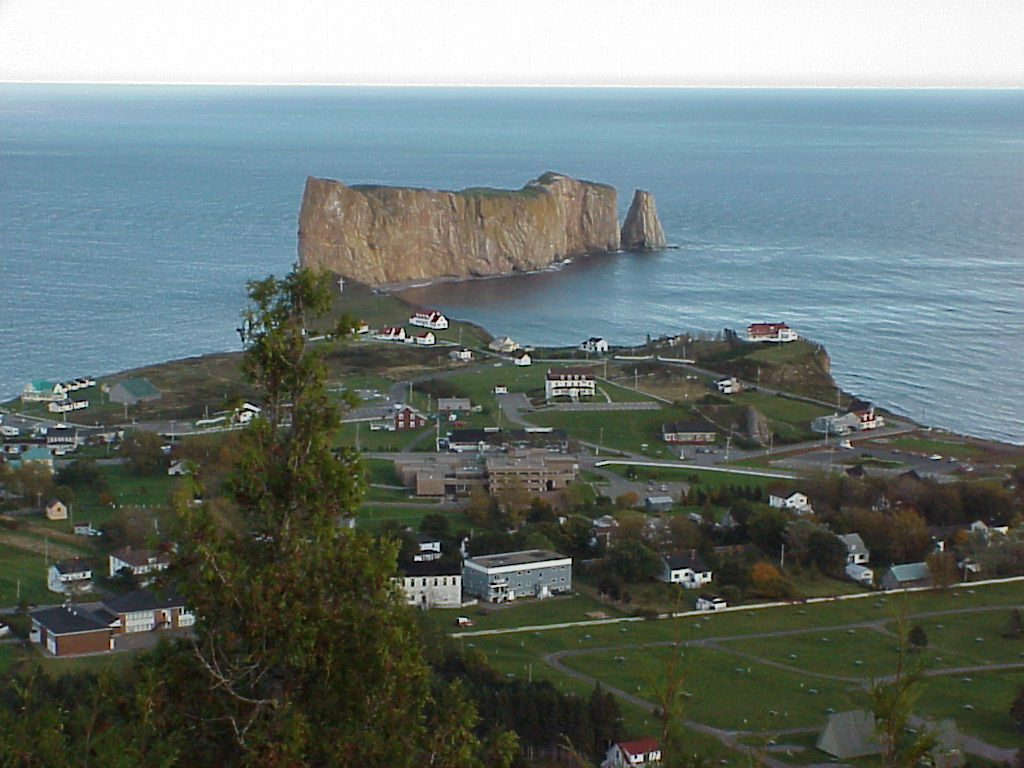

أجمل القرى في كيبك هي جمعية تم إنشاؤها في كندا في عام 1997 من قبل "جان ماري جيراردفيلي"، فكرتها مستوحاة من الجمعيات المماثلة في فرنسا، بلجيكا، وإيطاليا. هدفها هو تعزيز حفظ وتنمية التراث المعماري والتاريخي للقرى في كيبك، وكذلك نوعية المناظر الطبيعية الخاصة بهم. اعتبارا من عام 2009، بلغ عدد القرى الأعضاء في الجمعية 37 قرية تقع في 10 مناطق مختلفة. إحدى هذه القرى هي قرية ليججول دو لامادلين.

## وصلات خارجية
- الموقع الرسمي